# Жермињи л'Ексан
Жермињи л'Ексан (фр. Germigny-l'Exempt) насеље је и општина у централној Француској у региону Центар (регион), у департману Шер која припада префектури Сент Аман Монрон.
По подацима из 2011. године у општини је живело 327 становника, а густина насељености је износила 11,57 становника/km². Општина се простире на површини од 28,26 km². Налази се на средњој надморској висини од 200 метара (максималној 227 m, а минималној 180 m).

## Демографија
| 1962. | 1968. | 1975. | 1982. | 1990. | 1999. | 2011. |
| ----- | ----- | ----- | ----- | ----- | ----- | ----- |
| 465   | 509   | 472   | 383   | 362   | 331   | 327   |

График промене броја становника у току последњих година